# Otto (Niederlothringen)
Otto (* wohl 975; † 7. Juni 1005/1006) aus dem Haus der Karolinger war der älteste Sohn des Herzogs Karl von Niederlothringen. Er war wahrscheinlich der letzte männliche Karolinger. Der französische Mediävist Ferdinand Lot verbreitete allerdings im 19. Jahrhundert die Theorie, dass Ottos jüngerer Bruder Ludwig noch bis um 1012 gelebt habe, nach Karl Ferdinand Werner (1991/92) starb er um 1023.
Sein Vater erhob 987 nach dem kinderlosen Tod des französischen Königs Ludwig V. als dessen Onkel Ansprüche auf den Thron; Hugo Capet, der statt seiner gewählt wurde, gelang es 991, Karl gefangen zu nehmen, und sperrte ihn bis an sein Lebensende ein.
Otto trat in diesem Jahr die Nachfolge seines Vaters in Niederlothringen an und blieb Herzog bis zu seinem Tod 1005 oder 1006. Er hielt sich von der französischen Politik fern und schloss sich stärker seinem Vetter zweiten Grades, dem Kaiser Otto III., an, den er im Jahr 1002 auf seinem Italien-Feldzug begleitete und dessen Leiche er im gleichen Jahr nach Aachen zurückbrachte. Unter Ottos Nachfolgern findet er keine Erwähnung mehr.
Da Otto unverheiratet und kinderlos starb, wurde das Herzogtum Niederlothringen von König Heinrich II. neu vergeben. Seine Wahl fiel auf Gottfried von Verdun, der als Gottfried II. zum Herzog aufrückte.